# Zamarada amelga
Zamarada amelga är en fjärilsart som beskrevs av Fletcher 1974. Zamarada amelga ingår i släktet Zamarada och familjen mätare. Inga underarter finns listade i Catalogue of Life.